# Паузник
Па́узник, па́взник або дóльник (від рос. доля — «частка») — метроряд, розбудований на дво- і трискладових стопах силабо-тоніки. Вид тонічного вірша, в рядках якого витримується однакова кількість наголошених складів, а кількість ненаголошених між ними коливається від жодного до двох («міжударний інтервал»).
Дольник часто зустрічається у англійській, німецькій та російській поезіях. Існує багато модифікацій дольника, включаючи такі, що не зберігають рівної кількості наголошених складів (див. нижче).
Якщо міжударний інтервал у вірші сягає трьох, це тактовик, якщо чотирьох і більше — йдеться про акцентний вірш.
Термін «дольник» було введено на початку 1920-х років В. Я. Брюсовим та Г. А. Шенгелі, однак по відношенню до акцентного вірша. Початково дольник було відомо у російському віршознавстві як «паузник» (С. П. Бобров), та починаючи з робіт В. М. Жирмунського «дольник» і «паузник» вживаються як рівнозначні.

## Приклади
Приклад чотириударного дольника:
Хто пі́зно так мчи́ть у ча́с нічни́й?
То ї́де ба́тько, з ним си́н мали́й.
Чого́сь бої́ться і ме́рзне си́н —
Мало́го ту́лить і грі́є ві́н.
 — Й. В. Ґете «Вільховий король», переклад М. Рильського.
У рядках часом бракує одного або двох складів. У живому звучанні їх відсутність компенсується або павзою, або розтягненою вимовою сусідніх складів, або посиленням їх наголошеності, найчастіше — всіма названими засобами:

В свя́то — де́нь, розі́рваний на́двоє

Де́нь з мале́нькою па́взкою.

Ра́нок, що мо́лодість на́шу нага́дує,

Ве́чір, що́ видається ка́зкою (М. Семенко).

Є два основні варіанти схематичного запису цієї стопи — традиційний (ліворуч; павза позначена леймою — V, тобто — «леймічний вірш») і той, що ним користуються прибічники статистичного віршознавства (праворуч; рискою позначається ікт, цифрою — кількість міжіктових, ненаголошених складів):

/—́UV/—́VU/—́UU/—́UU/………-1-1-2-2

/—́VU/—́UU/—́UU/………………-1-2-2

/—́UU/—́UU/—́UU/—́UU/………-2-2-2-2

/—́UV/—́UU/—́UV/—́UU/………-1-2-1-2

Обидва варіанти свідчать: третій рядок цього катрена класичний дактиль, павзник має дактилічну основу. Можуть бути також хореїчна, ямбічна тощо основи.
Прихильники тактометричного віршування вважають, що у паузника спрацьовують закони тактовика, що дає підстави розглядати перший як різновид другого.

## Джерело
- Літературознавчий словник-довідник за редакцією Р. Т. Гром'яка, Ю. І. Коваліва, В. І. Теремка. — К.: ВЦ «Академія», 2007